# Liste von Bergen in Burundi
Folgend eine Liste von Bergen in Burundi:
| Höhe   | Name      | Region          | Koordinate            | Bemerkung        |
| ------ | --------- | --------------- | --------------------- | ---------------- |
| 2670 m | Heha      | Bujumbura Rural | 03° 36′ S, 029° 30′ O | höchste Erhebung |
| 2659 m | Twinyoni  | Cibitoke        | 02° 41′ S, 029° 20′ O |                  |
| 2571 m | Nyaruyaga | Bujumbura Rural | 03° 40′ S, 029° 27′ O |                  |
| 2554 m | Mikiko    | Kayanza         | 02° 58′ S, 029° 31′ O |                  |
| 2523 m | Manga     | Bujumbura Rural | 03° 26′ S, 029° 31′ O |                  |
| 2320 m | Monge     | Bujumbura Rural | 03° 41′ S, 029° 26′ O |                  |
| 2274 m | Musebeyi  | Bujumbura Rural | 03° 55′ S, 029° 37′ O |                  |
| 2216 m | Cendajuru | Cibitoke        | 02° 41′ S, 029° 14′ O |                  |
| 2210 m | Rumonyi   | Bururi          | 03° 56′ S, 029° 37′ O |                  |
| 2201 m | Rwengero  | Cibitoke        | 02° 39′ S, 029° 13′ O |                  |